# Faistos
Faistos (tiếng Hy Lạp: ?) là một khu tự quản ở vùng Kríti, Hy Lạp. Khu tự quản Faistos có diện tích 411 km², dân số theo điều tra ngày 18 tháng 3 năm 2001 là 23882 người.